# 100 Kilo Herz
100 Kilo Herz ist eine deutsche Punkband aus Leipzig. Sie bezeichnen ihren Stil wegen des Einsatzes von Saxophon und Trompete als „Brass Punk“.

## Bandgeschichte
100 Kilo Herz wurde 2015 gegründet. Der Bandname leitet sich vom Song „100 Kilo“ von Muff Potter ab. Im Jahr 2016 erschien der erste Song, „Rücksitz“, und 2017 die erste selbstbetitelte EP. Ein Jahr später folgte das Debütalbum Weit weg von zu Hause über das Label Bakraufarfita Records.
2019 veröffentlichte die Band eine Split-Single mit Die BlumentoPferde; Falk und Clemens sind noch immer Mitglieder der Band. 2020 folgte das zweite Album Stadt Land Flucht, das von Kurt Ebelhäuser produziert wurde. Das Album erreichte Platz 19 der deutschen Albencharts. Auf Grund der COVID-19-Pandemie in Deutschland musste die Band auf die geplanten Festivalauftritte verzichten, spielte allerdings zwei streng limitierte Open-Air-Konzerte.
2021 trennte sich die Band von ihrem damaligen Gitarristen und Gründungsmitglied Clemens, nachdem Vorwürfe wegen Machtmissbrauch gegen ihn erhoben wurden. Die Band distanziert sich von den Taten und pflegt einen offenen Umgang mit der Kontroverse.
Ende 2023 verkündet Sänger Rodi seinen Ausstieg aus der Band, beendete jedoch noch die bis zum 2. Dezember 2023 laufende Tour. Gleichzeitig verließ Gitarrist Basti ebenfalls die Gruppe. Als neuer Sänger wurde Steffen von Grundhass vorgestellt.

## Stil
Von Anfang an bestand die Idee, deutschsprachigen Punk mit Bläsern umzusetzen. Dafür wählte die Band die Bezeichnung „Brass Punk“, um sich von Ska-Punk abzusetzen, was die Gruppe musikalisch als nicht zutreffend sieht. Die Band verzichtet weitgehend auf tanzbaren Off-Beat und setzt stattdessen auf politische Texte und härteren, aber melodiöseren Punkrock, insbesondere aus dem Genre Melodycore, aber auch deutschsprachige Bands wie Die Ärzte, Die Toten Hosen, Rantanplan und Broilers. Die Texte der Band sind antifaschistisch und richten sich auch gegen Sexismus. Hinzu kommt das wiederkehrende Thema Landflucht. Wegen dieser Themen und des Einsatzes von Bläsern wird die Band auch häufig mit Feine Sahne Fischfilet verglichen.

## Diskografie

### Alben
| Jahr | Titel Musiklabel                            | Höchstplatzierung, Gesamtwochen, AuszeichnungChartsChartplatzierungen (Jahr, Titel, Musiklabel, Platzierungen, Wochen, Auszeichnungen, Anmerkungen) | Anmerkungen                        |
| Jahr | Titel Musiklabel                            | DE | Anmerkungen                        |
| ---- | ------------------------------------------- | --- | ---------------------------------- |
| 2018 | Weit weg von zu Hause Bakraufarfita Records | — | Einzelnachweise: 16. November 2018 |
| 2020 | Stadt Land Flucht Bakraufarfita Records     | DE19 (1 Wo.)DE | Einzelnachweise: 7. August 2020    |
| 2023 | Zurück nach Hause Bakraufarfita Records     | DE16 (1 Wo.)DE | Einzelnachweise: 1. September 2023 |
| 2025 | Hallo, Startblock Bakraufarfita Records     | — | Einzelnachweise: 15. August 2025   |

### Singles und EPs
- 2016: Rücksitz (EP / Digital)
- 2017: 100 Kilo Herz (EP)
- 2018: Pass auf dich auf (Weit weg von zu Hause / Digital)
- 2019: Happy Hour (Weit weg von zu Hause / Digital, Vinyl)
- 2019: Dreck und Glitzer (Weit weg von zu Hause / Digital)
- 2020: Drei Jahre ausgebrannt (Stadt Land Flucht / Digital)
- 2020: Sowas wie ein Testament (Stadt Land Flucht / Digital)
- 2020: ...und aus den Boxen ...But Alive (Stadt Land Flucht / Digital)
- 2022: Nichts ist anders (Single / Digital, Mini-CD)

### Galerie

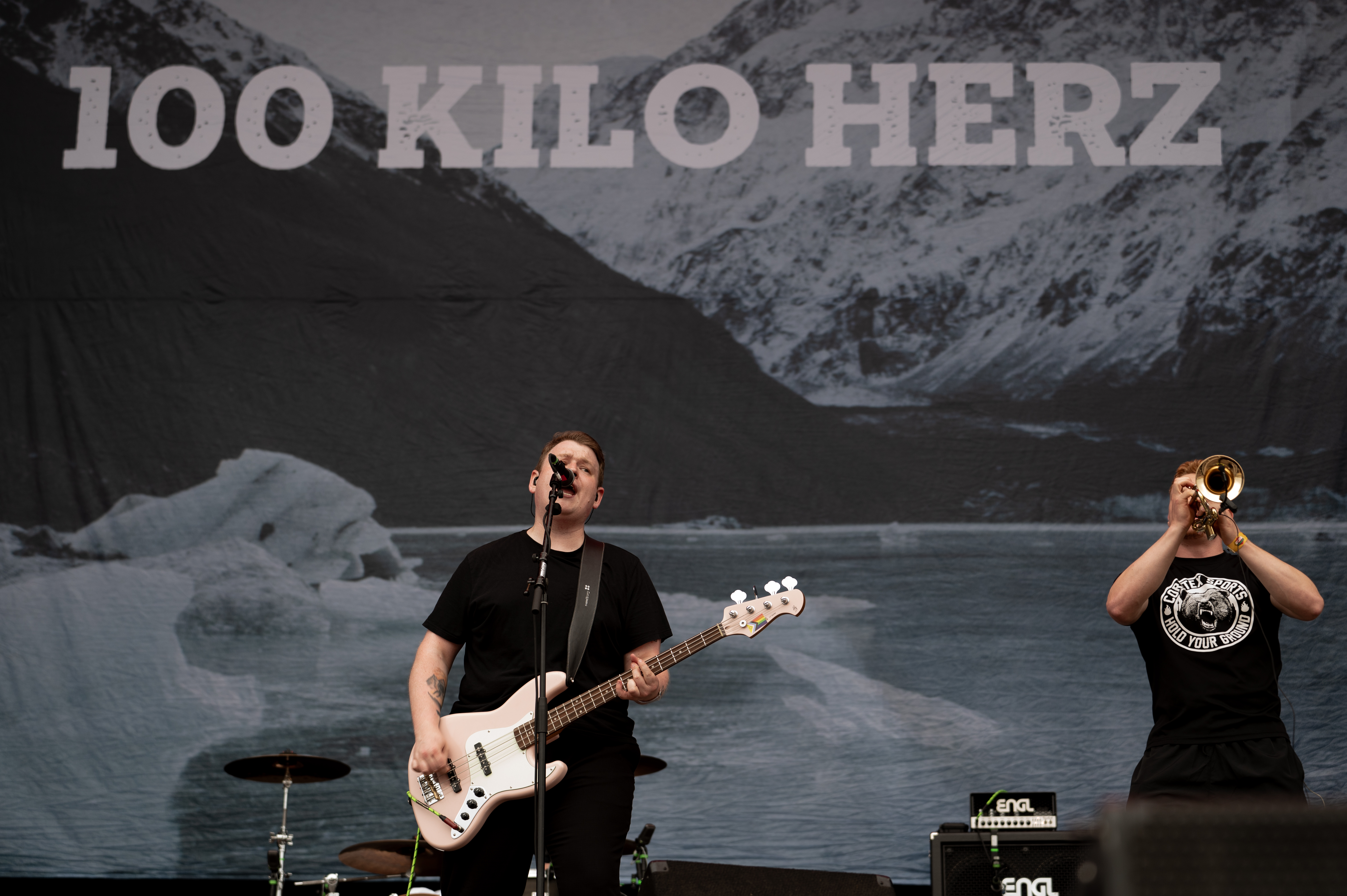
100 Kilo Herz auf dem Southside Festival 2024
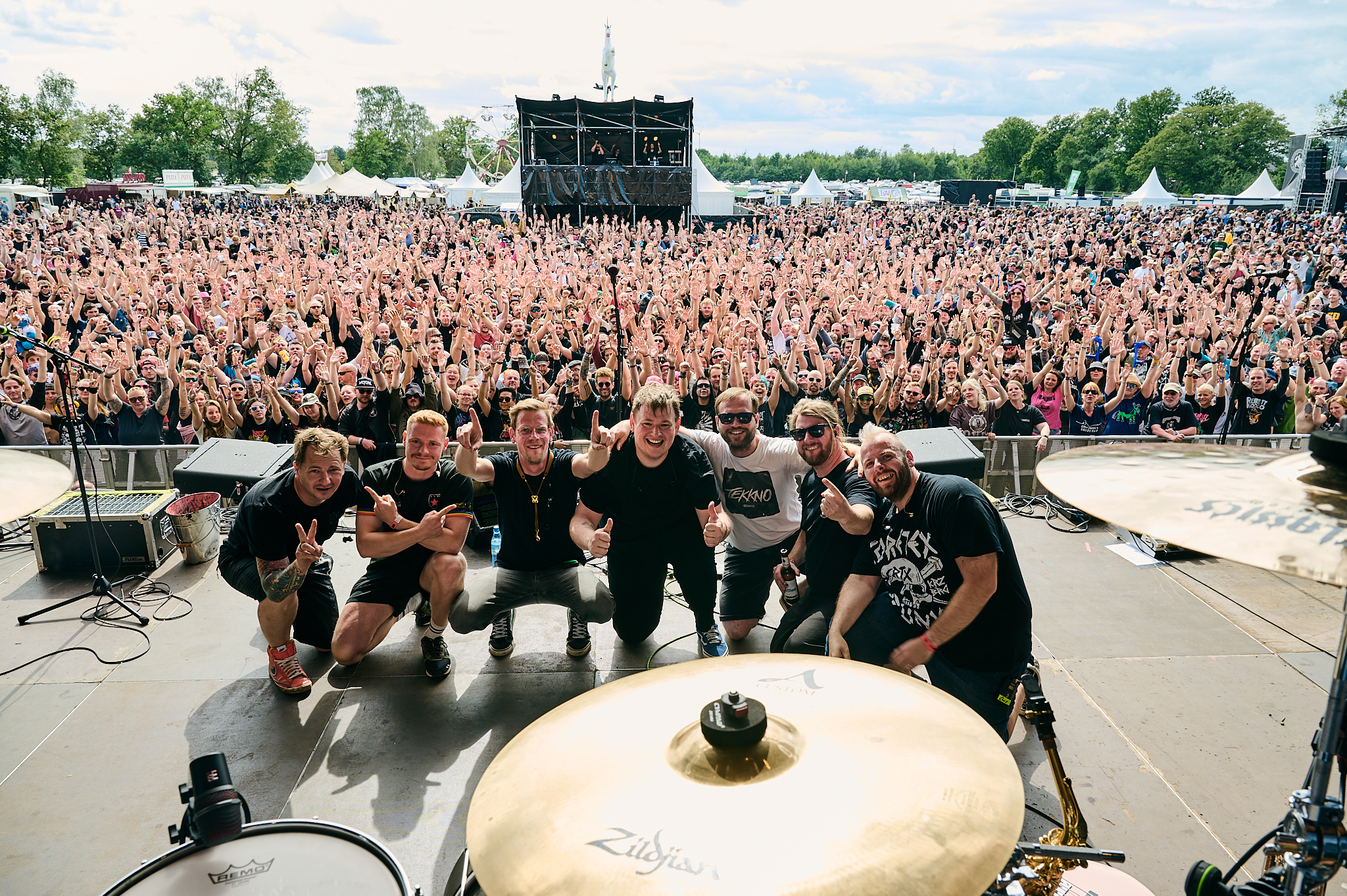
100 KILO HERZ beim Ruhrpott Rodeo
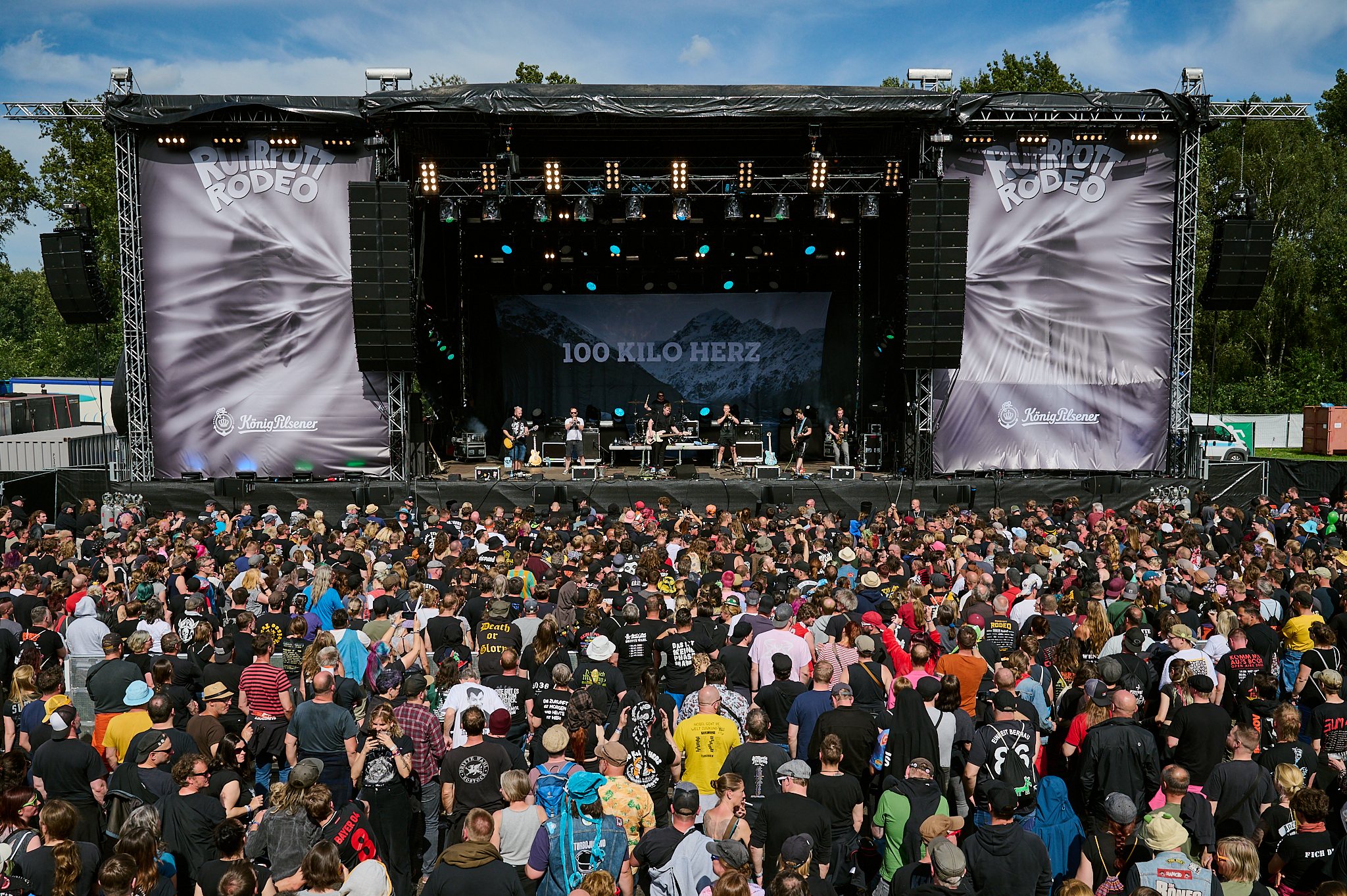
100 KILO HERZ beim Ruhrpott Rodeo